# Кульга, Мартин
Мартин Кульга (словац. Martin Kuľha; род. 7 августа 1976 года, Попрад, Чехословакия) — словацкий хоккеист, правый нападающий.

## Карьера
Воспитанник хоккейной школы ХК «Попрад». Выступал за ХК «Попрад», МсХК «Жилина», ХК «Пухов», «Слован» (Братислава), «Беркут» (Киев).
В составе национальной сборной Словакии провел 41 матч (12 голов).